# Η-Лириди
η-Лириди су слаб метеорски рој, али занимљив за посматрање јер је њихово родитељско тело, комета C/1983 H1 (IRAS-Araki-Alcock), добро проучено, са познатим свим орбиталним елементима, а постоји и богата видео база η-Лирида, од којих је већина и визуелно видљива па је могуће поредити радијант добијен различитим методама. Међутим, због ниског ЗХРа, потребна је велика пажња при раздвајању η-Лирида од спорадика.